# Cargo! The Quest for Gravity
Cargo! The Quest for Gravity è un videogioco d'azione per Windows, di ambientazione surreale, sviluppato nel 2011 da Ice-Pick Lodge. È distribuito esclusivamente attraverso la piattaforma di download digitale Steam.

## Trama
La gravità terrestre sta svanendo e il mondo cade a pezzi, interi continenti si sollevano nella stratosfera, mentre delle divinità meccaniche, i Demiurghi, cercano di tenerlo in piedi con l'aiuto di strani personaggi in forma di nani nudi, i Buddies, creati da queste divinità in un improbabile tentativo di ridisegnare il mondo, poiché la razza umana, ritenuta inutile e parassitaria, andava sostituita con esseri superiori. La situazione è critica, i Demiurghi hanno perso il controllo delle loro creature che, di natura totalmente dionisiaca, passano il tempo nella spasmodica ricerca del divertimento.
Durante i festeggiamenti di accoglienza per il Capitano di Vascello Borkin e la sua assistente Flawkes, ultimi superstiti della razza umana, un manipolo di Buddies abbatte accidentalmente il dirigibile su cui i nostri viaggiano, costringendoli alla spasmodica ricerca del carico disperso nel mare che ormai avvolge ciò che resta del pianeta, ridotto a un arcipelago di strambe isole.
È in questo momento che, prendendo il controllo di Flawkes, ci si trova in diretto contatto con i suoi nuovi amici, e dopo un breve dialogo introduttivo si viene a conoscenza degli strumenti per salvare il mondo.

## Modalità di gioco
Normalmente si controlla Flawkes, con visuale tridimensionale in terza persona da dietro le sue spalle, e ci si aggira a piedi sulle isole, con la possibilità anche di tuffarsi in acqua.
Il divertimento è la moneta di scambio di questo universo folle e il modo per accumularne molto e velocemente è quello di tirare calci ai nani, fino a farli esplodere dalle risate. Con i punti-divertimento si possono comprare componenti meccaniche per costruire veicoli dalla più varia e libera struttura, indispensabili per andare avanti nell'avventura e per aiutare a regalare ai nani momenti di sfrenata euforia (trascinare con un go-kart una fila di 14 nani e vederli esplodere dalle risate è soltanto una delle situazioni assurde cui sarà possibile assistere).
Nel menu iniziale esiste inoltre la modalità sandbox, una sorta di mappa sconfinata in cui sperimentare le prestazioni dei veicoli.
Il gioco è parlato in inglese con sottotitoli in italiano, totalmente aggiornati a seguito di una prima approssimativa traduzione che rendeva il gioco quasi incomprensibile in molti passaggi.
La colonna sonora è un insieme di motivetti strampalati dal vago sapore circense.